# جرم واقعی (فیلم ۱۹۹۹)
جرم واقعی (انگلیسی: True Crime) فیلمی در ژانر معمایی، جنایی و درام به کارگردانی کلینت ایستوود است که در سال ۱۹۹۹ منتشر شد.

## بازیگران
- کلینت ایستوود
- آیزیا واشینگتن
- دنیس لری
- لیسا گی همیلتون
- جیمز وودز
- برنارد هیل
- دایان ونورا
- مایکل جیتر
- ماری مک‌کورمک
- مایکل مک‌کین
- اریک کینگ
- لیلا روبینز
- لوسی لیو
- جان فین

## داستان
«استیو اورت» (ایست وود)، گزارش گر پا به سن گذاشته، پس از اخراج از «نیویورک تایمز» به ساحل غربی اقیانوس آرام در اciao amico mio مریکا نقل مکان می‌کند. او به کمک دوست قدیمی اش، «آلن مان» (وودز)، سر دبیر روزنامهٔ «اوکلند تریبیون» کاری پیدا می‌کند. اما این تمام مشکلات او را حل نمی‌کند. تا این که از او خواسته می‌شود آخرین مصاحبه را با یک قاتل محکوم به مرگ به نام «فرانک بیچم» (واشینگتن) انجام دهد…